# Metasia roseocilialis
Metasia roseocilialis là một loài bướm đêm trong họ Crambidae.